# Louis Buisseret
Pour les articles homonymes, voir Buisseret.
Louis Buisseret, né à Binche le 24 mars 1888 et mort à Bruxelles le 25 mai 1956, est un artiste peintre portraitiste, graveur et affichiste belge de style réaliste. De 1929 à 1949, il a également été professeur de peinture et directeur de l'Académie royale des Beaux-Arts de Mons.

## Biographie
Louis Émile Antoine Maxime Buisseret, né à Binche le 24 mars 1888, est le fils d'Émile Buisseret, professeur de latin et de grec et secrétaire communal, et d'Adèle Oudart. Le 25 février 1922, il épouse Émilie Empain à La Louvière qui lui donne une fille, Anne. Dans sa carrière de peintre, son épouse deviendra sa muse tandis que cette dernière et sa fille seront ses modèles de nombreux tableaux. 
Dès le plus jeune âge, il gribouille des croquis. Encouragé par sa famille, il s’inscrit en 1904 à l’Académie royale des Beaux-Arts de Mons où il suit les enseignements de Louis Greuze et d'Émile Motte. Durant ses études, il côtoie les peintres Anto Carte, Alfred Moitroux et René Mallet avec qui il se lie d'amitié. Dès 1905, il reçoit sa première commande, un Gille, pour le carnaval de Binche. 
En 1908, il suit les cours de Herman Richir et Jean Delville à l'Académie des Beaux-Arts de Bruxelles. Deux ans plus tard, en 1910, il reçoit le second prix de Rome (belge) en peinture, et en 1911 le premier prix en gravure. Grâce aux récompenses liées aux prix de Rome, Louis Buisseret découvre l’Italie en 1913 avec son père. Il visite Rome, Florence, Sienne et Venise. Son style s’éloigne alors du symbolisme pour se rapprocher des maîtres italiens du Quattrocento et du Cinquecento et de celui de Giorgio De Chirico. Il visite également d'autres pays européens pour s'instruire sur l'Art. 
En 1915, il est l'un des fondateurs de l'Académie des Beaux-Arts de Binche. Il est également l'un des fondateurs en 1928 du cercle artistique Nervia avec Anto Carte et Léon Eeckman. Le groupe Nervia accordait son appui aux artistes wallons adeptes du réalisme et de l'intimisme par opposition à l'expressionnisme flamand prôné par l'École de Laethem-Saint-Martin. 
En 1926, il expose dans différents pays d'Europe et aux États-Unis (au Carnegie Institute à Pittsburgh puis à Cleveland et Chicago). Dans les années 1920, il réalise aussi des portraits pour la Famille royale belge. 
De 1929 à 1949, il est directeur à l’Académie royale des Beaux-Arts de Mons où il enseigne également la peinture. En 1947, il est élu à l’Académie royale de Belgique avant de représenter la Belgique à la Biennale de Venise en 1948. 
Il est également l'auteur de billets de banque belges, de timbres et d'affiches. 
Les œuvres de Buisseret se trouvent dans des musées en Belgique (Mons, Bruxelles, Ixelles, Binche, Anvers, Gand, Liège, Tournai, La Louvière), à Barcelone, à Madrid, à Varsovie, à Riga et à Indianapolis. 
À la suite de son décès à Bruxelles le 25 mai 1956, il est incinéré au crématorium d'Uccle lors d'une cérémonie où Pierre Paulus prononce son éloge. 

## Style artistique
Il a peint des autoportraits, des nus, des natures mortes et des portraits de femme. Ses nombreux portraits sont de style réaliste épuré et empreints de classicisme. Il fait ressortir la beauté et la pureté de l'être humain (en particulier en idéalisant la femme) dans son intimité. 

## Hommages et distinctions
Après son décès en 1956, plusieurs expositions rétrospectives de son œuvre ont été organisées en Belgique.
Une « Rue Louis Buisseret » perpétue sa mémoire à Binche.
Les distinctions suivantes lui ont été décernées :
- Prix du Hainaut récompensant des artistes de la province ayant produit dans tous les domaines de l’art « une œuvre digne d’intérêt » en 1919[7].
- Prix quinquennal du Hainaut en 1955.
- Commandeur de l'ordre de Léopold (1952).

## Sélection d'œuvres

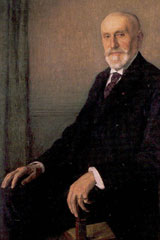
Portrait de Leon Van der Rest (1922).

- L'adoration des bergers, huile sur toile, deuxième prix de Rome, 1910
- Nu, gravure , premier prix de Rome, 1911
- Portrait de Léon Van der Rest, huile sur toile, 1922.
- Lucie et les Bambins, 1922.
- La maternité aux raisins, 1923.
- Le Bain, huile sur toile, Musée national d'Art de Catalogne, 1923
- La famille du peintre, 1925.
- Portrait de Lucien Graux, huile sur toile.
- Portrait du général Henry, huile sur toile, Bruxelles, Université libre de Bruxelles, archives, patrimoine, réserve précieuse, 1927.
- Jeune fille, lithographie, Bruxelles, Université libre de Bruxelles, archives, patrimoine, réserve précieuse.
- Dialogue, 1927.
- Jour d'été, 1928.
- La famille de l'artiste, huile sur toile, Musée d'art d'Indianapolis, 1928.
- Portrait of Pauline-Valérie De Mot, huile sur toile, Musée national de Varsovie.
- Imperia, huile sur toile, 1930.
- Mater Beata, huile sur toile, Musée des Beaux-Arts de Mons, 1931.

- Hellade, 1931.
- Allégorie, 1934.
- La voix du silence, 1938.
- La lecture, huile sur toile, 1938.
- Le pain et le vin, huile sur toile, 1951.
- Visite à la malade, 1951.
- Composition statique, 1953.
- Nature morte au panier, 1954.
- Nature morte à la grenade, 1955.